# Zec Jaro
Pour les articles homonymes, voir Jaro.
La zec Jaro est une zone d'exploitation contrôlée (zec) située dans la municipalité de Saint-Théophile, dans la municipalité régionale de comté (MRC) de Beauce-Sartigan, dans la région administrative de Chaudière-Appalaches, au Québec, au Canada. Le territoire de la zec est administré par la Société Beauceronne de Gestion Faunique incorporée, qui est un organisme sans but lucratif. Cette société a été créée le 26 septembre 1978.
Plusieurs érablières sont exploitées sur le territoire de la zec. Ces producteurs propriétaires de lot ou locataires sont regroupés dans "l'Association des producteurs acéricoles du secteur Zec Jaro". Cette association a été immatriculée en 2009 au registraire des entreprises du Québec.

## Géographie
Le territoire de la zec couvre une superficie de 155 km2. Elle est délimitée au sud par la frontière du Québec et des États-Unis. Le réseau hydrographique de la zec comporte 20 plans d'eau et 25 km de ruisseaux. Les principaux lac sur le territoire de la zec sont : du Petit Castor, de la Dame, du Canard, Bartley, petit lac Bartley et le lac Poisson. La route du Président-Kennedy longe (dans le sens nord-sud) la limite ouest de la zec et traverse la localité de Armstrong.
Trajet pour atteindre le poste d'accueil Armstrong, situé du côté ouest de la zec: 
- En provenance de Québec, prendre autoroute 73 sud, rejoindre route 173 sud jusqu'à Armstrong (jonction 269 et 173), toujours sur route 173 sud, à 1 km au sud de ladite jonction.
- En provenance de l'Estrie, prendre la route 269 jusqu'à route 173; puis la route 173 sud sur 1 km.

## Campings, chalets et auberge
Le zec exploite une Auberge du Cerf d'une capacité de 36 places offrant des services d'hébergement en location exclusive pour séjour en groupe. La zec offre aussi deux chalets: le Condo du refuge et le Camp Jeuneusse Nature, accessibles à partir du poste d'accueil Armstrong. En sus, la zec offre des lieux rustiques ou aménagés pour le camping à une trentaine d'endroits sur le territoire, notamment au lac des Cygnes, au lac de la Dame et au lac Petit Castor.

## Principaux attraits
Sentiers pédestres
Sentier du périmètre du lac des Cygnes
Aménagé en périphérie du lac des Cygnes, ce sentier pédestre de 3,5 km, permet d'admirer la flore régionale. Ce sentier offre deux options supplémentaire au parcours, soit marcher deux kilomètres (aller-retour) près des doubles chutes de la rivière Portage, ou la montagne à feu, accessible par un escalier d'une centaine de 100 marches menant à une tourelle, pour voir le panorama du lac des cygnes. Par temps clair, les visiteurs peuvent voir jusqu'à douze clochers d'église de localités avoisinantes de la zec Jaro.
Sentier de la frontière Canado-Américaine
Ce sentier offre une vue du secteur de frontière Québec-Maine qui borne le sud de la zec Jaro. S'allongeant sur 8 891 km, la frontière Canado-Américaine s'avère la plus longue sur la planète. Cette ligne transfrontalière est administrée par une équipe spécialisée mandatée par les deux gouvernements afin d'y maintenir une visibilité et une accessibilité constante. Son tracé de l'océan Atlantique au Pacifique est marqué par une série de bornes numérotées bien ancrées dans le sol. Ces bornes constituent des repères évidents sur la ligne de démarcation entre les deux pays. Le segment de frontière entre la province de Québec et les États-Unis est long de 813 km. La partie délimitant la zec Jaro au sud est d'environ 24 km.
Sentiers de VTT
Un parcours spécial en véhicule tout terrain (VTT) de plus de 50 km, permet de découvrir de nombreux attraits naturels, fauniques et forestiers du territoire de la Zec Jaro. En option, le parcours offre la possibilité de faire une boucle près de la Frontière Canado-Américaine.

## Toponymie
Le nom de la zec reprend celui d'un ancien club de chasse et de pêche qui fait en maintenant partie. Le terme "Jaro" vient du blason populaire Jarrets noirs désignant les habitants de la Beauce (Québec). Sur le plan toponymique, le terme "Jaro" désigne la zec, un lac, des rues et un ruisseau.
Le toponyme "zec Jaro" a été officialisé le 5 août 1982 à la Banque des noms de lieux de la Commission de toponymie du Québec.

## Chasse et pêche
Sur le territoire de la zec la chasse est contingentée pour: ours noir, le cerf de Virginie, l'orignal, le dindon sauvage, la gélinotte et tétras, le faisan et le lièvre. Des permis spéciaux sont émis par tirage au sort pour l'orignal et le cerf de Virginie.
Au cours de l'hiver, la pêche blanche est pratiquée au lac des Cygnes dans les cabanes de pêche localisées dans divers secteurs du lac. Les lacs contingentés pour la pêche sont le Lac Petit Castor, le lac Canard et le Lac des Cygnes. L'omble de fontaine est l'objet de quota de pêche sportive.